# التحالف الوطني (بيرو)
التحالف الوطني (بالإسبانية : Alianza Nacional)، كان حزبًا سياسيًا في بيرو. تأسس عام 1947 من قبل بيدرو بيلتران إسبانتوسو.